# Blindia subtortifolia
Blindia subtortifolia là một loài rêu trong họ Seligeriaceae. Loài này được Broth. mô tả khoa học đầu tiên năm 1906.